# Мафия (остров)
Вижте пояснителната страница за други значения на Мафия.
Мафия („Chole Shamba“) (на английски: Mafia Island) е остров в Индийския океан, край източния бряг на Африка, третия по големина от островната група Занзибар, принадлежащ на Танзания. Влиза в състава на административния регион Пвани.

## География
Площта му е 435 km², а населението към 2012 г. – 46 440 души. Изграден е от коралови варовици със силно развити карстови форми и е обграден от коралови рифове. Климатът е горещ, екваториален, мусонен. Средната януарска температура е около 28°С, средната юлска – около 23°С. Годишната сума на валежите е около 800 mm/m² с два максимума (април и май и ноември и декември). Естествената растителност е представена от вторични храстови формации, а по крайбрежието са развити мангрови гори. Големи участъци са заети от плантации с карамфилово дърво, кокосови палми и сусам. основен поминък на местното население е риболова, а през последните години и туризма. Островът е изключително приятна дестинация за туристи, които търсят спокойствие сред дивна природа и приключения. Главен град и пристанище е Килиндони на западното крайбрежие.

## История
Островът е познат от около VІІІ век. Играе е важна роля в търговията с подправки и дълги години е бил място, където са спирали търговски кораби, пътуващи от Далечния изток към Европа. През 1890 г. Германия колонизира острова, като заплаща 4 млн. германски марки на краля на Оман султан Саид Али бин Саид ел-Саид (Sayyid Ali bin Said al-Said) за острова и част от континенталната част. Германия изгражда база на острова, който през Първата световна война е охраняван от крайцера „Кьонигсберг“. През януари 1915 година Британските военноморски сили превземат острова.